# Turquant
Turquant est une commune française située dans le département de Maine-et-Loire, en région Pays de la Loire.

## Géographie

### Localisation
Commune du Sud-Est du Saumurois, Turquant est un petit village d’Anjou situé sur la rive gauche de la Loire, sur la route D947, Saumur / Montsoreau. Saumur se trouve à 9 km.
Vignobles Saumurois en haut, falaises de craie blanche et maisons troglodytiques en bas. Ce village de Maine-et-Loire posséderait un des réseaux de grottes les plus importantes de France. Rénovées pendant six ans, les onze cavités qui menaçaient de s'effondrer sur les habitations voisines ont été rouvertes en 2009. Chacune accueille depuis les artisans de la région : sculpteur, métallier, créatrice de bijoux, souffleur de verre...

### Climat
Pour des articles plus généraux, voir Climat des Pays de la Loire et Climat de Maine-et-Loire.
En 2010, le climat de la commune est de type climat océanique altéré, selon une étude du CNRS s'appuyant sur une série de données couvrant la période 1971-2000. En 2020, Météo-France publie une typologie des climats de la France métropolitaine dans laquelle la commune est dans une zone de transition entre le climat océanique et le climat océanique altéré et est dans la région climatique Moyenne vallée de la Loire, caractérisée par une bonne insolation (1 850 h/an) et un été peu pluvieux.
Pour la période 1971-2000, la température annuelle moyenne est de 12,2 °C, avec une amplitude thermique annuelle de 14,7 °C. Le cumul annuel moyen de précipitations est de 634 mm, avec 10,5 jours de précipitations en janvier et 6,2 jours en juillet. Pour la période 1991-2020, la température moyenne annuelle observée sur la station météorologique de Météo-France la plus proche, sur la commune de Savigny-en-Véron à 9 km à vol d'oiseau, est de 12,6 °C et le cumul annuel moyen de précipitations est de 637,8 mm,. Pour l'avenir, les paramètres climatiques de la commune estimés pour 2050 selon différents scénarios d'émission de gaz à effet de serre sont consultables sur un site dédié publié par Météo-France en novembre 2022.

## Urbanisme

### Typologie
Au 1er janvier 2024, Turquant est catégorisée commune rurale à habitat dispersé, selon la nouvelle grille communale de densité à sept niveaux définie par l'Insee en 2022.
Elle appartient à l'unité urbaine de Saumur, une agglomération intra-départementale regroupant cinq  communes, dont elle est une commune de la banlieue,,. Par ailleurs la commune fait partie de l'aire d'attraction de Saumur, dont elle est une commune de la couronne,. Cette aire, qui regroupe 31 communes, est catégorisée dans les aires de 50 000 à moins de 200 000 habitants,.

### Occupation des sols
L'occupation des sols de la commune, telle qu'elle ressort de la base de données européenne d’occupation biophysique des sols Corine Land Cover (CLC), est marquée par l'importance des territoires agricoles (47,2 % en 2018), en augmentation par rapport à 1990 (46,2 %). La répartition détaillée en 2018 est la suivante : 
forêts (41,4 %), cultures permanentes (21,5 %), zones agricoles hétérogènes (13,2 %), prairies (12,1 %), zones urbanisées (5,8 %), eaux continentales (5,6 %), terres arables (0,5 %). L'évolution de l’occupation des sols de la commune et de ses infrastructures peut être observée sur les différentes représentations cartographiques du territoire : la carte de Cassini (XVIIIe siècle), la carte d'état-major (1820-1866) et les cartes ou photos aériennes de l'IGN pour la période actuelle (1950 à aujourd'hui).

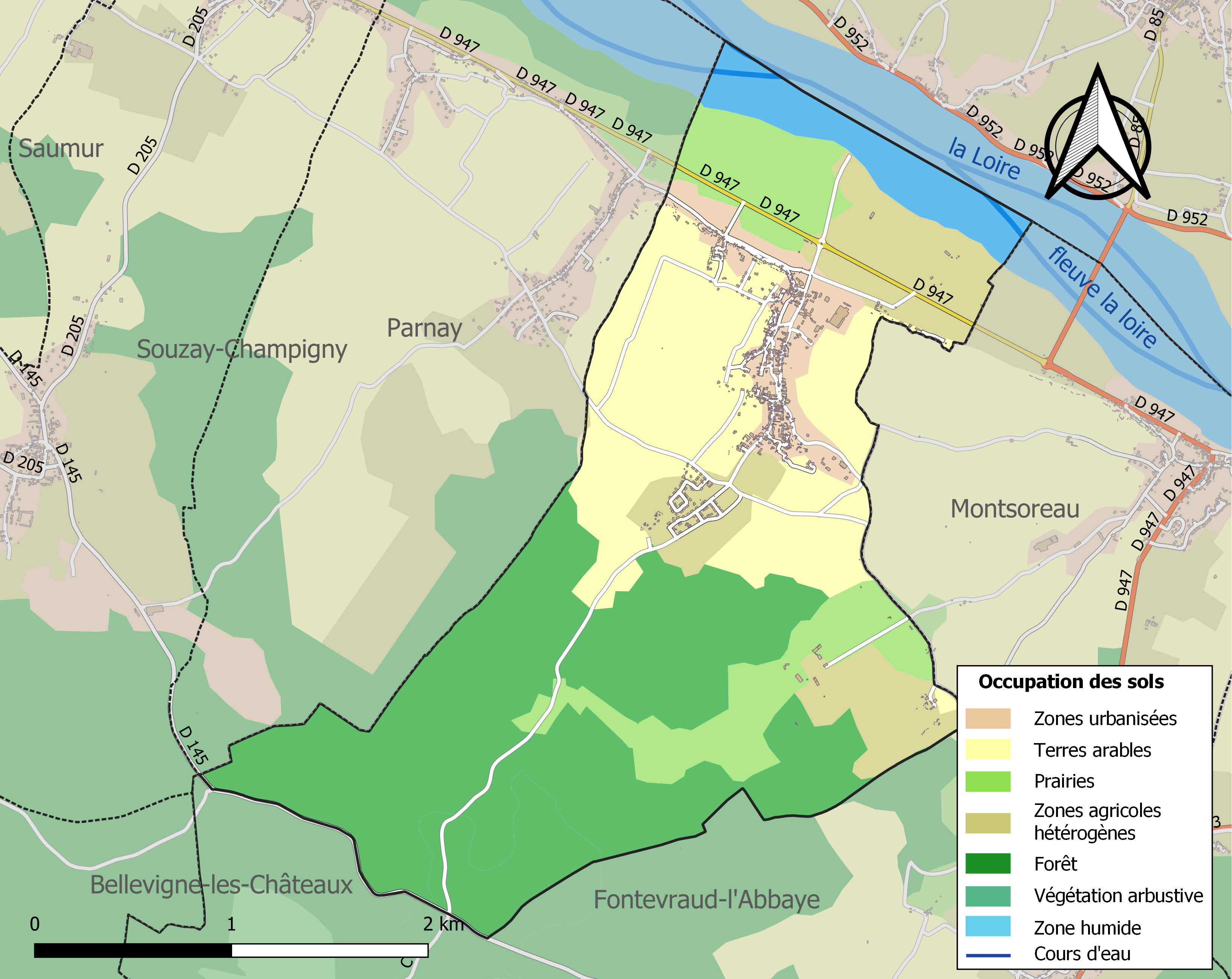
Carte des infrastructures et de l'occupation des sols de la commune en 2018 (CLC).

## Toponymie
En 1125, un prieur portant le nom de G. de Turcham est seigneur de la paroisse. Le nom de celle-ci évolue au cours du temps : Torquam, Turquam, Torcan, Torgam et finalement Turquant.

## Histoire
Turquant s'organise autour d'un prieuré-cure dépendant de l'abbaye Saint-Pierre d'Airvault en Poitou, les justices appartenant cependant à l'abbesse de Fontevraud.
Dans le deuxième semestre 1961, seront en résidence surveillée au château de Turquant six dirigeants algériens après leur détention à l’île d’Aix et leur arraisonnement dans l’avion qui les menait du Maroc à Tunis en 1956. Parmi eux des ministres en exercice du GPRA et deux futurs présidents de la république algérienne (Ben Bella et Boudiaf).

## Politique et administration

### Administration municipale
| Période                                  | Période                          | Identité                     | Étiquette | Qualité                                               |
| ---------------------------------------- | -------------------------------- | ---------------------------- | --------- | ----------------------------------------------------- |
| 1788                                     | 1791                             | Florent-François Lamiche     |           | Notaire, syndic de la municipalité puis maire         |
| 1792                                     |                                  | René Hardré                  |           |                                                       |
| décembre 179?                            | an III                           | Louis-Henri Gauday           |           | Cultivateur, juge de paix                             |
| brumaire an III                          |                                  | Nicolas-Marie Monttessuy     |           | Cultivateur, assesseur du juge de paix de Fontevrault |
| frimaire an IV                           | ventôse an V                     | Louis-Jacques Couléon        |           | Ancien curé de la paroisse, agent municipal           |
| germinal an V                            | an VIII                          | René Mottier                 |           |                                                       |
| an VIII                                  | an XII                           | Jean-Baptiste Beaudesson     |           | Ancien officier d'infanterie, fournisseur des armées  |
| 6 vendémiaire an XII                     | Ier germinal an XIII (démission) | Abel Aubert du Petit-Thouars |           |                                                       |
| 4 germinal an XIII                       | 8 avril 1807 (décès)             | Jean-Gabriel Chol-Torpanne   |           |                                                       |
| 24 avril 1807                            |                                  | Antoine Jourdain             |           | Tonnelier                                             |
| 30 juin 1813                             |                                  | Jean-Baptiste de Joannis     |           |                                                       |
| 15 mai 1815                              |                                  | Martin Mollet                |           |                                                       |
| 12 juillet 1815                          |                                  | Jean-Baptiste de Joannis     |           |                                                       |
| 28 janvier 1820                          |                                  | André Claveau                |           |                                                       |
| 16 décembre 1830                         | 10 décembre 1851 (décès)         | Jean Nau                     |           |                                                       |
| 1852                                     |                                  | Pierre Chevalier             |           |                                                       |
| 23 septembre 1855                        |                                  | Auguste Bruneau              |           |                                                       |
| 1872                                     |                                  | Louis Nau                    |           |                                                       |
| 1878                                     | 1884                             | Alexis Gauchais              |           |                                                       |
| 1884                                     | 1888                             | Antoine Cristal              |           |                                                       |
| 1888                                     | 1896                             | Aubin Nau-Gendron            |           |                                                       |
| 1896                                     | 1912                             | Joseph Anger-Bruneau         |           |                                                       |
| 1912                                     | 1919                             | Arthur Nau-Gauchais          |           |                                                       |
| 1919                                     | 1935                             | Alfred Gasneault             |           |                                                       |
| 1935                                     | 16 novembre 1938 (démission)     | Marcel Moreau                |           |                                                       |
| 19 décembre 1938                         | 1953                             | André Robin                  |           |                                                       |
| 1953                                     | 1983                             | Maurice Bertrand             |           |                                                       |
| 1983                                     | 1986                             | Jackie Mollet                |           |                                                       |
| 1986                                     | 1989                             | Yves Chevallier              |           |                                                       |
| 1989                                     |                                  | Pierre Proisy                |           |                                                       |
| 1995                                     | mars 2014                        | Jacky Goulet                 | DVG       | Conseiller général                                    |
| mars 2014                                | mai 2020                         | Patrick Condemine            |           |                                                       |
| mai 2020                                 | En cours (au 28 mai 2020)        | Christian Gallé              |           |                                                       |
| Les données manquantes sont à compléter. |                                  |                              |           |                                                       |

### Intercommunalité
La commune est membre de la communauté d'agglomération Saumur Val de Loire. La commune était précédemment membre de la communauté d'agglomération de Saumur Loire Développement, elle-même membre du syndicat mixte Pays Saumurois.

## Population et société

### Démographie

#### Évolution démographique
L'évolution du nombre d'habitants est connue à travers les recensements de la population effectués dans la commune depuis 1793. Pour les communes de moins de 10 000 habitants, une enquête de recensement portant sur toute la population est réalisée tous les cinq ans, les populations de référence des années intermédiaires étant quant à elles estimées par interpolation ou extrapolation. Pour la commune, le premier recensement exhaustif entrant dans le cadre du nouveau dispositif a été réalisé en 2008.

En 2022, la commune comptait 569 habitants, en évolution de −2,74 % par rapport à 2016 (Maine-et-Loire : +2,12 %, France hors Mayotte : +2,11 %).
| 1793 | 1800 | 1806 | 1821 | 1831 | 1836 | 1841 | 1846 | 1851 |
| ---- | ---- | ---- | ---- | ---- | ---- | ---- | ---- | ---- |
| 605  | 706  | 700  | 737  | 741  | 780  | 781  | 779  | 765  |

| 1856 | 1861 | 1866 | 1872 | 1876 | 1881 | 1886 | 1891 | 1896 |
| ---- | ---- | ---- | ---- | ---- | ---- | ---- | ---- | ---- |
| 770  | 716  | 714  | 687  | 683  | 660  | 652  | 644  | 617  |

| 1901 | 1906 | 1911 | 1921 | 1926 | 1931 | 1936 | 1946 | 1954 |
| ---- | ---- | ---- | ---- | ---- | ---- | ---- | ---- | ---- |
| 569  | 529  | 480  | 430  | 448  | 413  | 396  | 408  | 475  |

| 1962 | 1968 | 1975 | 1982 | 1990 | 1999 | 2006 | 2008 | 2013 |
| ---- | ---- | ---- | ---- | ---- | ---- | ---- | ---- | ---- |
| 526  | 475  | 413  | 412  | 403  | 448  | 516  | 536  | 584  |

| 2018 | 2022 | - | - | - | - | - | - | - |
| ---- | ---- | - | - | - | - | - | - | - |
| 568  | 569  | - | - | - | - | - | - | - |

#### Pyramide des âges
La population de la commune est relativement jeune.
En 2018, le taux de personnes d'un âge inférieur à 30 ans s'élève à 38,0 %, soit au-dessus de la moyenne départementale (37,2 %). À l'inverse, le taux de personnes d'âge supérieur à 60 ans est de 22,9 % la même année, alors qu'il est de 25,6 % au niveau départemental.
En 2018, la commune compte 274 hommes pour 294 femmes, soit un taux de 51,76 % de femmes, légèrement supérieur au taux départemental (51,37 %).
Les pyramides des âges de la commune et du département s'établissent comme suit.
| Hommes | Classe d’âge | Femmes |
| ------ | ------------ | ------ |
| 0,4    | 90 ou +      | 1,4    |
| 8,0    | 75-89 ans    | 8,5    |
| 13,5   | 60-74 ans    | 13,9   |
| 22,6   | 45-59 ans    | 19,4   |
| 16,1   | 30-44 ans    | 20,1   |
| 17,2   | 15-29 ans    | 13,9   |
| 22,3   | 0-14 ans     | 22,8   |

| Hommes | Classe d’âge | Femmes |
| ------ | ------------ | ------ |
| 0,9    | 90 ou +      | 2,1    |
| 7      | 75-89 ans    | 9,5    |
| 16,2   | 60-74 ans    | 16,9   |
| 19,4   | 45-59 ans    | 18,7   |
| 18,2   | 30-44 ans    | 17,5   |
| 18,8   | 15-29 ans    | 17,6   |
| 19,5   | 0-14 ans     | 17,6   |

### Sports
Club de BMX race : ce club compte une soixantaine de pilotes dont une dizaine représente le club lors des manches régionales et départementales.

### Manifestations culturelles et festivités
En septembre 2009, premier festival Rock L'Echo des Troglos.

## Économie
Sur 66 établissements présents sur la commune à fin 2010, 32 % relèvent du secteur de l'agriculture (pour une moyenne de 17 % sur le département), 14 % du secteur de l'industrie, 11 % du secteur de la construction, 36 % de celui du commerce et des services et 8 % du secteur de l'administration et de la santé. Fin 2015, sur les 77 établissements actifs, 20 % relèvent du secteur de l'agriculture (pour 11 % sur le département), 9 % du secteur de l'industrie, 7 % du secteur de la construction, 41 % de celui du commerce et des services et 9 % du secteur de l'administration et de la santé.
L'ancienne maison d'édition Cheminements (sciences humaines) était basée à Turquant.

## Culture locale et patrimoine

### Lieux et monuments

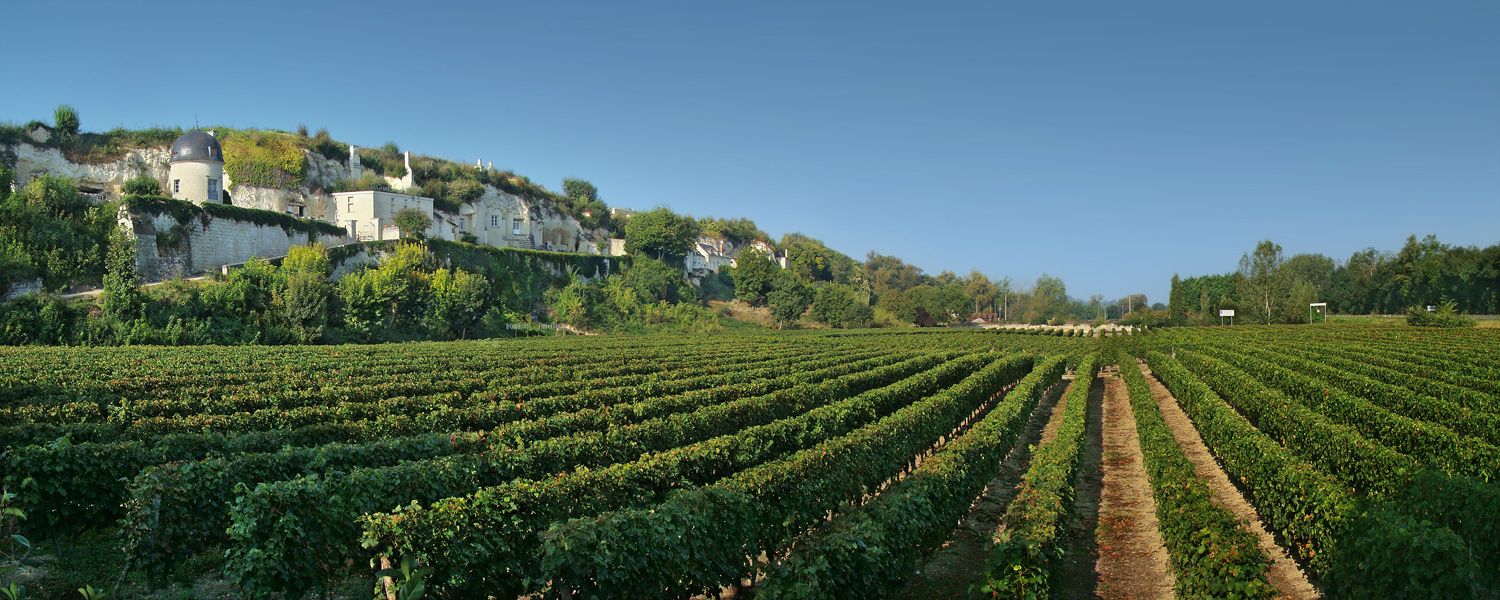
Vignobles et maisons troglodytiques le long de la route D 947.

- Château de la Fessardière
- Église Saint-Aubin
- Manoir de la Chauvelière
- Manoir de la Vignole
- Moulin de la Herpinière
- Moulin à vent du Val Hulin
- Pavillon de la Vignole

### Personnalités liées à la commune
- Abel Aubert Du Petit-Thouars, né le 7 août 1793 au château de la Fessardière (Turquant), décédé le 16 mars 1864 à Paris, navigateur et explorateur français.